# کریستا ویلیامز (بازیکن سافتبال)
کریستا ویلیامز (انگلیسی: Christa Williams؛ زادهٔ ۸ فوریهٔ ۱۹۷۸) بازیکن سافتبال اهل ایالات متحده آمریکا بود.
وی در مسابقات کشوری و بین‌المللی در مجموع برندهٔ ۲ مدال طلا شده‌است.

## کارنامه ورزشی
کریستا ویلیامز به عنوان بازیکن سافتبال در سطح ملی و بین‌المللی شناخته شده است. او به تیم ملی سافتبال ایالات متحده پیوست و در چندین مسابقه مهم شرکت کرد.

## دوران دانشگاهی
ویلیامز در دانشگاه تگزاس بازی کرد و به دلیل عملکرد برجسته‌اش به عنوان یکی از بهترین بازیکنان دانشگاه شناخته شد. او چندین بار در مسابقات NCAA شرکت کرد و به تیمش کمک کرد تا به موفقیت‌های بزرگی دست یابد.

## تیم ملی
- المپیک ۱۹۹۶ آتلانتا: ویلیامز یکی از اعضای تیم ملی سافتبال ایالات متحده در المپیک ۱۹۹۶ آتلانتا بود و با تیمش به مدال طلا دست یافت.
- المپیک ۲۰۰۰ سیدنی: او همچنین در المپیک ۲۰۰۰ سیدنی حضور داشت و توانست به همراه تیمش دوباره مدال طلا کسب کند.

## دستاوردها و افتخارات
- مدال طلای المپیک: دو بار (۱۹۹۶ و ۲۰۰۰)
- جوایز فردی: ویلیامز به دلیل مهارت‌های برجسته‌اش در پست پرتاب‌کننده (Pitcher) چندین جایزه فردی کسب کرده است.

## پس از بازنشستگی
پس از بازنشستگی از سافتبال حرفه‌ای، کریستا ویلیامز به مربیگری و ترویج سافتبال پرداخته و تجربیات و دانش خود را به نسل‌های جدید منتقل می‌کند.

## میراث
کریستا ویلیامز به عنوان یکی از بهترین بازیکنان سافتبال تاریخ ایالات متحده شناخته می‌شود و نقش مهمی در موفقیت‌های تیم ملی در دهه ۱۹۹۰ و اوایل دهه ۲۰۰۰ داشته است. او همچنان به عنوان یک الگو برای بازیکنان جوان و علاقه‌مندان به سافتبال در سراسر جهان محسوب می‌شود.